# 亞該亞山脈
亞該亞山脈（英語：Achaean Range）是南極洲的山脈，位於帕默群島的昂韋爾島中部，東面是伊利亞德冰川和特洛伊山脈，海拔高度1,370米，現時由南極條約體系管理。
64°29′S 63°35′W / 64.483°S 63.583°W